# 칼 윌슨
칼 윌슨(Carl Wilson, 본명: 칼 딘 윌슨, 본명 영어: Carl Dean Wilson, 1946년 12월 21일 ~ 1998년 2월 6일)은 미국의 싱어송라이터 겸 영화배우이다.

## 생애
1961년 록 음악 밴드 "비치 보이스(Beach Boys)"의 기타리스트로 가수 첫 데뷔하였고 1965년 미국 영화 《The girls on the beach》의 조연으로 영화배우 데뷔하였으며 1981년 솔로 가수로 데뷔하였다.
1998년 2월 6일, 미국 캘리포니아주 로스앤젤레스에서 향년 52세로 병사하였다.

## 가족 및 친인척 관계
칼 윌슨(Carl Wilson)은 미국의 피아노 연주자 겸 작곡가이자 음반 프로듀서인 머리 윌슨(Murry Wilson)의 아들이고 미국 싱어송라이터 겸 영화배우 브라이언 윌슨(Brian Wilson)과 미국 싱어송라이터 겸 영화배우 데니스 윌슨(Dennis Wilson)의 아우이며 미국 싱어송라이터 겸 영화배우 마이크 러브(Mike Love)의 외사촌 남동생이고 미국 가수 겸 희극영화배우 딘 마틴(Dean Martin)의 사위이며 미국 가수 겸 영화배우 딘 폴 마틴(Dean Paul Martin)의 매제(妹弟)이고 필리핀 태생의 미국 가수이자 작곡가 겸 음반 프로듀서 빌리 하인시(Billy Hinsche)의 매제(妹弟)이기도 한데 칼 윌슨의 1번째 부인은 미국 가수 겸 영화배우 딘 폴 마틴(Dean Paul Martin)의 누이동생이며 칼 윌슨의 2번째 부인은 필리핀 태생의 미국 가수 겸 음반 프로듀서 빌리 하인시(Billy Hinsche)의 누이동생으로 칼 윌슨은 딘 마틴(Dean Martin)의 딸과 첫 결혼하였고 1번째 부인 마틴(Martin) 여사가 병사한 이후에는 빌리 하인시(Billy Hinsche)의 누이동생과 재혼하여 1998년 2월 6일에 병으로 사망할 때까지 하인시(Hinsche) 여사와 부부 관계를 지냈다.

## 같이 보기
- 앨 자딘